# علم الفلقطيرات
علم الفلقطيرات من العلوم الخفية ذكره صاحب أبجد العلوم، والفلقطيرات قال خطوط طويلة عقدت عليها حروف وأشكال أي حلق ودوائر وزعموا أن لها تأثيرات بالخاصة وبعضها مقروء الخطوط. قال في مدينة العلوم وقد خفي علي طريق هذا العلم لمية وإنية ولم نر فيه تصنيفا يبين حاله اهـ. وقال صاحب المفتاح في موضوعاته وقد رأينا كثيرا منها على الأوراق المتفرقة لكن لم نر فيها تصنيفا مفردا ولم نقف أيضا على كيفية وضعها وما جرينا بها تأثيرا أم لا فبقيت عندنا مجهولة الحال أولا وآخرا اهـ وقيل اللفظ مركب من فلق وطير وورد في أسرار القاسمي لحسين الكاشفي. وذكره البعض أيضا بلفظ فلقطريات وقلفطيريات وفلقطريات وقلفطيريات.